# Audrey Flacková
Audrey Lenora Flacková (nepřechýleně Audrey Lenora Flacková; 30. května 1931 – 28. června 2024) byla americká vizuální umělkyně. Byla průkopnicí uměleckého žánru fotorealismu a zahrnuje malbu, grafiku, sochařství a fotografii.
Flacková měla řadu akademických titulů, včetně absolventky a čestného doktorátu z Cooper Union v New Yorku. Kromě toho měla bakalářský titul v oboru výtvarných umění na Yale University a navštěvovala New York University Institute of Fine Arts, kde studovala dějiny umění. V květnu 2015 Flacková obdržela čestný titul doktorky výtvarných umění na Clark University, kde přednesla zahajovací projev.
Dílo Flackové je vystaveno v několika hlavních muzeích, včetně Muzea moderního umění, Metropolitního muzea umění, Smithsonian American Art Museum, Whitney Museum of American Art a Solomon R. Guggenheim Museum. Fotorealistické obrazy autorky byly prvními takovými obrazy, které byly zakoupeny do stálé sbírky Muzea moderního umění, a její odkaz fotorealismu žije dodnes a ovlivňuje mnoho amerických a mezinárodních umělců. J. B. Speed Art Museum v Louisville, Kentucky, uspořádalo retrospektivu její práce a její průkopnické snahy o svět fotorealismu zpopularizovaly žánr do té míry, že přežívá dodnes. Flacková byla čestnou viceprezidentkou Národní asociace umělkyň.
Flacková byla vynikající hráčkou na banjo, byla hlavní zpěvačkou skupiny Audrey Flack a History of Art Band, která vydala v roce 2012 album. Učebnice Janson 's History of Art do té doby žádnou umělkyni nezmiňovala; Flacková byla jednou ze tří žijících žen přidaných po Jansonově smrti ve 3. vydání Dějin umění v roce 1986.

## Raný život a vzdělání
Flacková se narodila na Manhattanu Jeanette Flichtenfeld Flackové a Morrisi Flackovi, majiteli oděvní továrny. Oba rodiče emigrovali do USA z Polska. Flacková navštěvovala New York's High School of Music & Art. Navštěvovala Cooper Union, poté v roce 1952 přestoupila na Yale College, aby zde mimo jiné studovala výtvarná umění u Josefa Alberse. Získala postgraduální titul a získala čestný doktorát od Cooper Union v New Yorku a bakalářský titul z univerzity v Yale. Vystudovala dějiny umění na Institutu výtvarných umění na New York University.

## Kariéra
Raná práce Flackové v 50. letech byla abstraktní expresionistická; jeden takový obraz vzdal hold Franzi Klineovi. Ironická kýčovitá témata v její rané tvorbě ovlivnila Jeffa Koonse. Ale postupně se Flacková stala novým realistou, který se během 60. let vyvinul ve fotorealismus. Její přechod k fotorealistickému stylu byl částečně proto, že chtěla, aby její umění komunikovalo s divákem. Byla první fotorealistickou malířkou, která byla přidána do sbírky Muzea moderního umění v roce 1966. V letech 1976 až 1978 malovala svou sérii Vanitas, včetně ikonického kusu Marilyn.
Kritik Graham Thompson napsal: "Jednou ukázkou toho, jak se fotografie stala asimilovanou do uměleckého světa, je úspěch fotorealistické malby na konci 60. a na začátku 70. let. Říká se jí také superrealismus, radikální realismus nebo hyperrealismus a malíři jako Richard Estes, Denis Peterson, Flacková nebo Chuck Close často pracovali podle fotografických snímků, aby vytvořili obrazy, které vypadaly jako fotografie.“
Umělecký kritik Robert C. Morgan v The Brooklyn Rail píše o výstavě Flackové v roce 2010 v Gary Snyder Project Space, Audrey Flack Paints a Picture: „Vzala známky shovívavosti, krásy a přemíry a přeměnila je na hluboce dojemné symboly touhy, marnost a emancipace." Na počátku 80. let se umělecké médium autorky přesunulo od malby k sochařství. Tento posun popsala jako touhu po „něčem pevném, skutečném, hmatatelném.
Flacková prohlašovala, že považovala hnutí fotorealismu za příliš omezující, a později se hodně inspirovala barokním uměním.
Její dílo je uloženo ve sbírkách muzeí po celém světě, včetně například Metropolitní muzeum umění, Muzeum moderního umění, Muzeum amerického umění Whitneyové, Allen Memorial Art Museum, Smithsonian American Art Museum, a Australská národní galerie v Canbeře, Austrálie.
V roce 1986 Flacková vydala Art & Soul: Notes on Creating, knihu vyjadřující některé z jejích myšlenek umělkyně.
Její obraz je součástí ikonického plakátu z roku 1972 Some Living American Women Artists od Mary Beth Edelsonové.
V roce 2023 byla její práce zařazena na výstavu Action, Gesture, Paint: Women Artists and Global Abstraction 1940-1970 ve Whitechapel Gallery v Londýně.

## Fotorealismus
Flacková je nejznáměšjí svými fotorealistickými obrazy a byla jedním z prvních umělců, kteří používali fotografie jako základ pro malbu. Žánr, vycházející z pop artu, zahrnuje zobrazení skutečného a běžného, od reklam na auta až po kosmetiku. Autorčina práce přináší každodenní předměty pro domácnost, jako jsou tuby od rtěnky, lahvičky na parfémy, hispánské madony a ovoce. Tyto neživé předměty často narušují nebo zaplňují obrazový prostor, často komponované jako stolní zátiší. Flacková často přinášela skutečné popisy historie do svých fotorealistických obrazů, jako je World War II' (Vanitas) a Kennedy Motorcade. Subjektem jejích fotorealistických obrazů byly často ženy.

## Sochařství

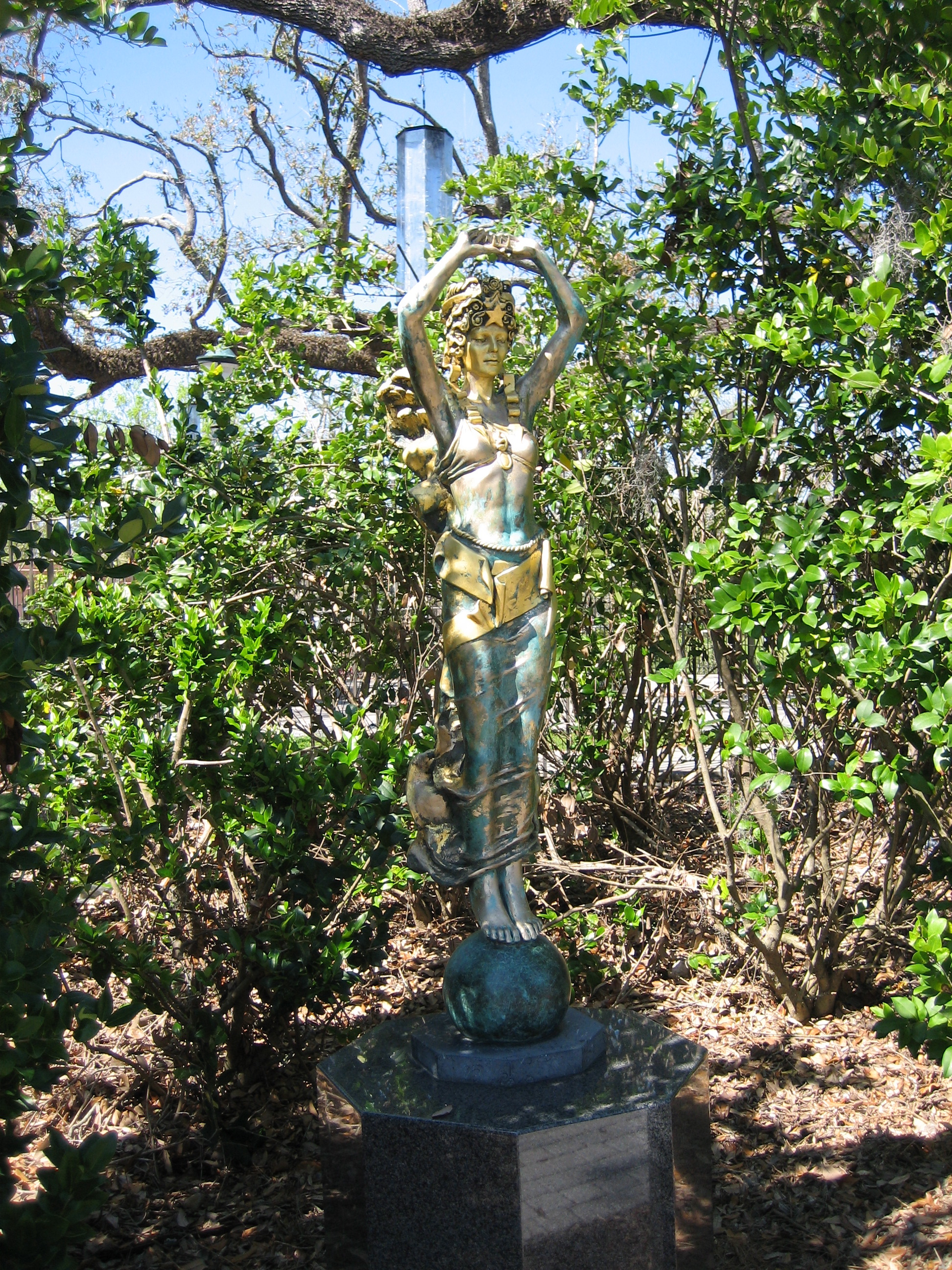
Socha od Audrey Flackové v New Orleans

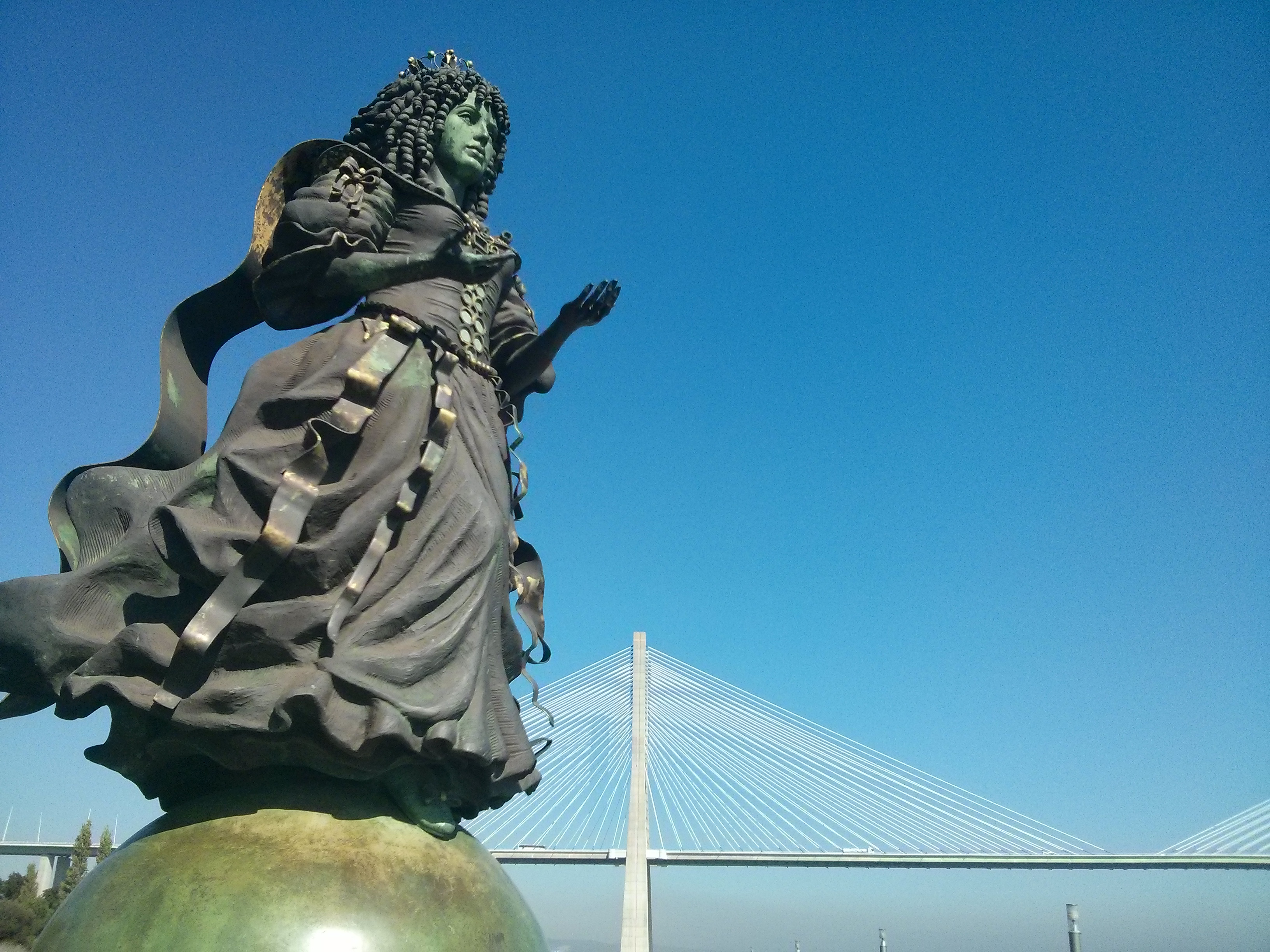
Socha Kateřiny z Braganzy v Lisabonu, zmenšený model pro mnohem větší sochu plánovanou pro čtvrť Queens, New York City, nepostaveno

Autorčiny sochy jsou často přehlíženy ve světle jejích známějších fotorealistických obrazů. V The New Civic Art: An Interview with Audrey Flack Flacková diskutovala o skutečnosti, že byla v sochařství samouk. Do svých soch začlenila spíše náboženství a mytologii než historické nebo každodenní subjekty svých obrazů. Její sochy často demonstrují spojení s ženskou formou, včetně řady různorodých, hrdinských žen a postav bohyní. Tato zobrazení žen se liší od zobrazení tradiční ženskosti, ale jsou spíše atletické, starší a silné. Jak je Flacková popsal: "jsou skutečné, ale idealizované... 'bohyně v každé ženě'."
Na začátku 90. let byla Flacková pověřena skupinou nazvanou Friends of Queen Catherine, aby vytvořila monumentální bronzovou sochu Kateřiny z Braganzy, na jejíž počest je čtvrť Queens pojmenována. Socha, která by byla zhruba vysoká jako devítipatrová budova, měla být instalována na pobřeží East River v oblasti Hunters Point v Long Island City, naproti ústředí OSN. Projekt však nebyl nikdy plně realizován, protože demonstranti v polovině devadesátých let namítali proti vazbám královny Kateřiny na transatlantický obchod s otroky. (Jiní měli námitky proti soše panovníka s výhledem na bojiště americké revoluční války.) Flacková přesto zůstala projektu oddaná a poznamenává, že se snažila vykreslit Catherine jako biracialitu, což odráží její portugalský původ a vzdává hold etnické rozmanitosti čtvrti Queens.

## Smrt
Audrey Flacková zemřela 28. června 2024 v Southamptonu v New Yorku ve věku 93 let. Před ní zemřel její manžel Robert Marcus a po ní zůstaly dvě dcery, Hannah a Melissa.

## Publikace
- Flacková, Audrey, With Darkness Comes Stars: Audrey Flacková, a Memoir (University Park: PA: Pennsylvania State University Press, 2024).
- Flacková, Audrey, Thalia Gouma-Peterson, and Patricia Hills. Breaking the Rules: Audrey Flack, a Retrospective 1950–1990. New York: Harry N. Abrams, 1992. OCLC 24431345.
- Flacková, Audrey, Audrey Flack: The Daily Muse (New York: Harry N. Abrams, 1989).
- Flacková, Audrey, Art & Soul: Notes on Creating, New York, Dutton, 1986, ISBN 0-525-24443-3
- Flacková, Audrey, Audrey Flack: On Painting, with an essay by Ann Sutherland Harris (New York: Harry N. Abrams, 1981).
- Flacková, Audrey, "On Carlo Crivelli", Art Magazine 55 (1981): 92–95.
- Flacková, Audrey, "The Haunting Images of Louisa Roldan", Helicon Nine: A Journal of Women's Arts and Letters (1979).
- Flacková, Audrey, "Louisa Ignacia Roldan", Women's Studies 6 (1978): 23–33.